# Віллоу-Спрінгс (Вісконсин)
Віллоу-Спрінгс (англ. Willow Springs) — місто (англ. town) в США, в окрузі Лафаєтт штату Вісконсин. Населення — 789 осіб (2020).

## Демографія
Згідно з переписом 2010 року, у місті мешкало 758 осіб у 283 домогосподарствах у складі 214 родин. Було 300 помешкань
Расовий склад населення:
| - 97,5 % — білих - 0,8 % — корінних американців - 0,7 % — чорних або афроамериканців - 0,1 % — азіатів |

До двох чи більше рас належало 0,5 %. Частка іспаномовних становила 1,5 % від усіх жителів.
За віковим діапазоном населення розподілялося таким чином: 27,0 % — особи молодші 18 років, 56,9 % — особи у віці 18—64 років, 16,1 % — особи у віці 65 років та старші. Медіана віку мешканця становила 39,7 року. На 100 осіб жіночої статі у місті припадало 107,1 чоловіків;  на 100 жінок у віці від 18 років та старших — 109,5 чоловіків також старших 18 років.
Середній дохід на одне домашнє господарство  становив 65 258 доларів США (медіана — 49 107), а середній дохід на одну сім'ю — 67 264 долари (медіана — 54 250). Медіана доходів становила 39 583 долари для чоловіків та 35 288 доларів для жінок. За межею бідності перебувало 14,1 % осіб, у тому числі 16,9 % дітей у віці до 18 років та 3,4 % осіб у віці 65 років та старших.
Цивільне працевлаштоване населення становило 398 осіб. Основні галузі зайнятості: сільське господарство, лісництво, риболовля — 35,2 %, освіта, охорона здоров'я та соціальна допомога — 13,8 %, виробництво — 10,1 %, роздрібна торгівля — 9,5 %.